# NFL 2011
Die NFL-Saison 2011 war die 92. Saison im American Football in der National Football League (NFL). Die Austragung war aufgrund des Lockouts lange Zeit ungewiss und konnte erst Mitte Juli bestätigt werden. Die Regular Season begann am 8. September 2011 und endete am 1. Januar 2012. Die Play-offs begannen am 7. Januar und endeten mit dem Super Bowl XLVI am 5. Februar 2012.

## Lockout
Aufgrund des am 3. März 2011 ausgelaufenen „Collective Bargaining Agreement“ war die Durchführung der kommenden Saison lange ungewiss. Die Verhandlungen für einen neuen Vertrag zogen sich bis zum 11. März, scheiterten allerdings. Daraufhin reichten zehn aktive, darunter Tom Brady und Drew Brees und einige inaktive Spieler einen Misstrauensantrag gegen die NFL ein. Die Liga reagierte mit einem sogenannten Lockout. Am 25. April wurde der Lockout für fünf Tage aufgehoben und die Liga zu Gesprächen aufgefordert. In diese Zeit fiel auch der NFL Draft, der ordnungsgemäß durchgeführt wurde. Aufgrund der unklaren Situation konnten die Rookies aber noch nicht verpflichtet werden. Am 30. April trat der Lockout wieder in Kraft. Am 3. Juni erfolgte eine Gerichtsverhandlung, in der beide Parteien angehört wurden. Die Entscheidung wurde auf Ende Juni angesetzt, wurde aber durch die Gesprächsbereitschaft beider Seiten vorübergehend ausgesetzt. Bereits am Vortag der Verhandlung traf sich die Liga mit der Gegenpartei, der NFLPA (NFL Players Association), um in Gesprächen zu einer Lösung zu kommen.
Streitpunkt war die Einnahmenverteilung des neuen Vertrages. Bislang verdienten die Teambesitzer die festgelegte Summe von einer Milliarde US-Dollar, die restlichen Einnahmen gingen zu 60 Prozent an Spieler, der Rest an die Besitzer. Mit dem neuen Vertrag forderten die Teameigner nun, die festgelegte Summe auf zwei Milliarden US-Dollar zu erhöhen.
Mitte Juli 2011 einigten sich beide Parteien auf einen neuen Tarifvertrag für die nächsten zehn Jahre. Die Saison fand wie geplant statt.

## Regeländerungen
Die Regeln wurden im März 2011 beim jährlichen Eigentümertreffen beschlossen.
- Die Kickoff-Regeln wurden erneuert. Der Kickoff wurde um fünf Yards, von der 30-Yard-Linie, an die 35-Yard-Linie verlegt. Das Receiving-Team steht nur mehr als fünf Yards vom Kickoff-Team entfernt, wodurch die Geschwindigkeit beim Aufprall der Teams geringer und die Wahrscheinlichkeit von Verletzungen kleiner wird. Weitere Regeln wurden abgelehnt, da man befürchtet, sie könnten eine negative Auswirkung auf die Anzahl der Kickoff-Returns haben.[4]
- Alle Spielzüge mit Punktegewinn werden von den offiziellen Spielbeobachtern kontrolliert und bestätigt oder angezweifelt. Dies war bislang nur in den letzten zwei Minuten der beiden Hälften möglich.[4]
- Das Spielfeld muss ab der kommenden Saison grün sein. Ausschlaggebend für diese Regelung waren die vermehrten Anfragen von Sponsoren, den Rasen in ihre Farben zu ändern, wie es bereits im Bronco Stadium, dem Stadion der Boise State University, der Fall war. Die NFL kann jedoch Ausnahmen gewähren.[4]

## NFL Draft

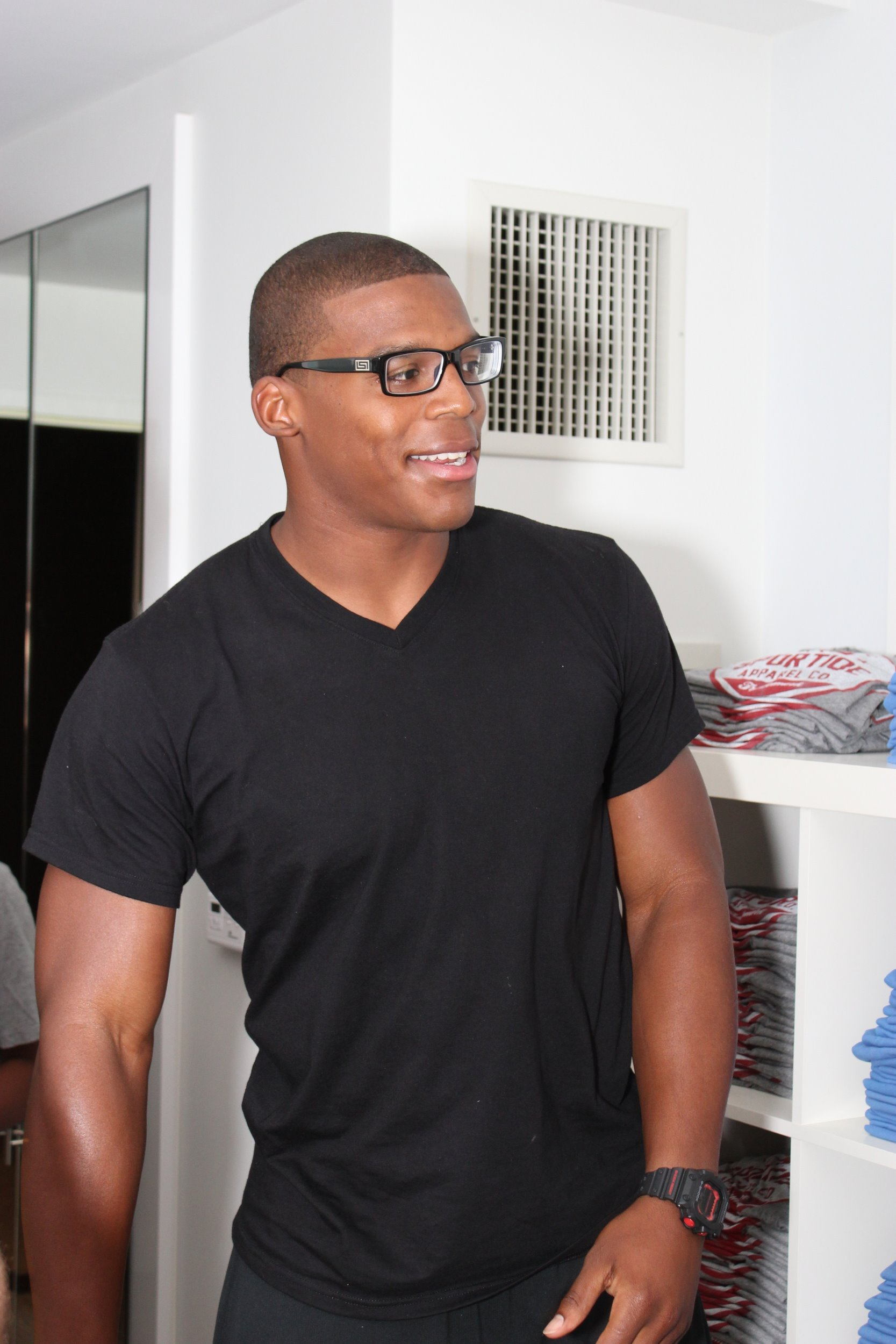
Cam Newton wurde als erster Spieler im NFL Draft 2011 ausgewählt.

Der NFL Draft 2011 fand vom 28. bis 30. April in der Radio City Music Hall in New York statt. Der Draft lief über sieben Runden, in denen 254 Spieler ausgewählt wurden. Da die Carolina Panthers in der abgelaufenen Saison 2010 den schlechtesten Record aufwiesen, hatten sie das Recht, den ersten Spieler im Draft auswählen. Mit dem Erstrunden-Pick wählten sie den Quarterback und Gewinner der Heisman Trophy Cam Newton von der Auburn University. Mit Mark Ingram junior wurde von den New Orleans Saints  an 28. Stelle ein weiterer Heisman Trophy Gewinner ausgewählt. Obwohl es insgesamt schon 11 mal vor kam, dass zwei Gewinner der Heisman Trophy in einem Draft ausgewählt wurden, war es das erste Mal, dass dies in zwei aufeinanderfolgenden Drafts geschah (im Draft 2010 wurden Sam Bradford und Tim Tebow ausgewählt). Zusammen mit Von Miller, der an zweiter Stelle von den Denver Broncos gedraftet wurde, ging wie im Vorjahr die Auszeichnung des Offensive- bzw. Defensive Rookie of the Year an die beiden zuerst gedrafteten Spieler.

## Reguläre Saison
Die Regular Season begann am 8. September 2011 im Lambeau Field mit dem Saisoneröffnungsspiel, dem sogenannte „Kickoff“, zwischen dem Titelverteidiger Green Bay Packers und den New Orleans Saints. Das Spiel endete mit einem 42:34-Sieg der Packers. Die Regular Season umfasste 256 Spiele, die in 17 Spielwochen ausgetragen wurden, wobei jedes Team 16 Spiele absolvierte und eine spielfreie Woche (Bye Week) zwischen der vierten und der zwölften Woche hatte. 17 Spiele wurden als Monday Night Game ausgetragen, davon zwei als Doubleheader in der ersten Woche. Es gab ebenfalls 17 Spiele am Donnerstag (Thursday Night), beginnend mit dem Eröffnungsspiel am 10. September und Spielen an Thanksgiving. Am letzten Wochenende fanden alle Spiele am Sonntag statt und alle Mannschaften trafen – wie seit 2010 üblich – auf einen Gegner aus ihrer Division.
In der Saison 2011 fanden die folgenden Divisionspaarungen statt:
| Intraconference | Intraconference | Intraconference | Interconference | Interconference | Interconference |
| --------------- | --------------- | --------------- | --------------- | --------------- | --------------- |
| AFC East        | vs              | AFC West        | AFC East        | vs              | NFC East        |
| AFC North       | vs              | AFC South       | AFC West        | vs              | NFC North       |
| NFC East        | vs              | NFC West        | AFC North       | vs              | NFC West        |
| NFC North       | vs              | NFC South       | AFC South       | vs              | NFC South       |

### Spiel in Europa
Wie bereits in den vergangenen Jahren fand ein Regular-Season-Spiel im Rahmen der NFL International Series in Europa statt. In der 7. Spielwoche trafen die Chicago Bears im Londoner Wembley-Stadion auf die Tampa Bay Buccaneers. Die Bears setzten sich mit 24:18 durch.

### Abschlusstabellen

#### Divisions
| AFC East             | AFC East | AFC East | AFC East | AFC East | AFC East | AFC East | AFC East | AFC East | AFC East | AFC East |
| Team                 | S        | N        | U        | SQ       | P+       | P−       | Diff.    | DIV      | CONF     | Serie    |
| -------------------- | -------- | -------- | -------- | -------- | -------- | -------- | -------- | -------- | -------- | -------- |
| New England Patriots | 13       | 3        | 0        | 0,813    | 513      | 342      | 171      | 5–1      | 10–2     | 8S       |
| New York Jets        | 8        | 8        | 0        | 0,500    | 377      | 363      | 14       | 3–3      | 6–6      | 3N       |
| Miami Dolphins       | 6        | 10       | 0        | 0,375    | 329      | 313      | 16       | 3–3      | 5–7      | 1S       |
| Buffalo Bills        | 6        | 10       | 0        | 0,375    | 372      | 434      | −62      | 1–5      | 4–8      | 1N       |

| NFC East            | NFC East | NFC East | NFC East | NFC East | NFC East | NFC East | NFC East | NFC East | NFC East | NFC East |
| Team                | S        | N        | U        | SQ       | P+       | P−       | Diff.    | DIV      | CONF     | Serie    |
| ------------------- | -------- | -------- | -------- | -------- | -------- | -------- | -------- | -------- | -------- | -------- |
| New York Giants     | 9        | 7        | 0        | 0,563    | 394      | 400      | −6       | 3–3      | 5–7      | 2S       |
| Philadelphia Eagles | 8        | 8        | 0        | 0,500    | 396      | 328      | 68       | 5–1      | 6–6      | 4S       |
| Dallas Cowboys      | 8        | 8        | 0        | 0,500    | 369      | 347      | 22       | 2–4      | 6–6      | 2N       |
| Washington Redskins | 5        | 11       | 0        | 0,313    | 288      | 367      | −79      | 2–4      | 5–7      | 2N       |

| AFC North           | AFC North | AFC North | AFC North | AFC North | AFC North | AFC North | AFC North | AFC North | AFC North | AFC North |
| Team                | S         | N         | U         | SQ        | P+        | P−        | Diff.     | DIV       | CONF      | Serie     |
| ------------------- | --------- | --------- | --------- | --------- | --------- | --------- | --------- | --------- | --------- | --------- |
| Baltimore Ravens    | 12        | 4         | 0         | 0,750     | 378       | 266       | 112       | 6–0       | 9–3       | 2S        |
| Pittsburgh Steelers | 12        | 4         | 0         | 0,750     | 325       | 227       | 98        | 4–2       | 9–3       | 2S        |
| Cincinnati Bengals  | 9         | 7         | 0         | 0,563     | 344       | 323       | 21        | 2–4       | 6–6       | 1N        |
| Cleveland Browns    | 4         | 12        | 0         | 0,250     | 218       | 307       | −89       | 0–6       | 3–9       | 6N        |

| NFC North         | NFC North | NFC North | NFC North | NFC North | NFC North | NFC North | NFC North | NFC North | NFC North | NFC North |
| Team              | S         | N         | U         | SQ        | P+        | P−        | Diff.     | DIV       | CONF      | Serie     |
| ----------------- | --------- | --------- | --------- | --------- | --------- | --------- | --------- | --------- | --------- | --------- |
| Green Bay Packers | 15        | 1         | 0         | 0,938     | 560       | 359       | 201       | 6–0       | 12–0      | 2S        |
| Detroit Lions     | 10        | 6         | 0         | 0,625     | 474       | 387       | 87        | 3–3       | 6–6       | 1N        |
| Chicago Bears     | 8         | 8         | 0         | 0,500     | 353       | 341       | 12        | 3–3       | 7–5       | 1S        |
| Minnesota Vikings | 3         | 13        | 0         | 0,188     | 340       | 449       | −79       | 0–6       | 3–9       | 1N        |

| AFC South            | AFC South | AFC South | AFC South | AFC South | AFC South | AFC South | AFC South | AFC South | AFC South | AFC South |
| Team                 | S         | N         | U         | SQ        | P+        | P−        | Diff.     | DIV       | CONF      | Serie     |
| -------------------- | --------- | --------- | --------- | --------- | --------- | --------- | --------- | --------- | --------- | --------- |
| Houston Texans       | 10        | 6         | 0         | 0,625     | 381       | 278       | 103       | 4–2       | 8–4       | 3N        |
| Tennessee Titans     | 9         | 7         | 0         | 0,563     | 325       | 317       | 8         | 3–3       | 7–5       | 2S        |
| Jacksonville Jaguars | 5         | 11        | 0         | 0,313     | 243       | 329       | −89       | 3–3       | 4–8       | 1S        |
| Indianapolis Colts   | 2         | 14        | 0         | 0,125     | 243       | 430       | −187      | 2–4       | 2–10      | 1N        |

| NFC South            | NFC South | NFC South | NFC South | NFC South | NFC South | NFC South | NFC South | NFC South | NFC South | NFC South |
| Team                 | S         | N         | U         | SQ        | P+        | P−        | Diff.     | DIV       | CONF      | Serie     |
| -------------------- | --------- | --------- | --------- | --------- | --------- | --------- | --------- | --------- | --------- | --------- |
| New Orleans Saints   | 13        | 3         | 0         | 0,813     | 547       | 339       | 208       | 5–1       | 9–3       | 8S        |
| Atlanta Falcons      | 10        | 6         | 0         | 0,625     | 402       | 350       | 52        | 3–3       | 7–5       | 1S        |
| Carolina Panthers    | 6         | 10        | 0         | 0,375     | 406       | 429       | −23       | 2–4       | 3–9       | 1N        |
| Tampa Bay Buccaneers | 4         | 12        | 0         | 0,250     | 287       | 494       | −207      | 2–4       | 3–9       | 9N        |

| AFC West           | AFC West | AFC West | AFC West | AFC West | AFC West | AFC West | AFC West | AFC West | AFC West | AFC West |
| Team               | S        | N        | U        | SQ       | P+       | P−       | Diff.    | DIV      | CONF     | Serie    |
| ------------------ | -------- | -------- | -------- | -------- | -------- | -------- | -------- | -------- | -------- | -------- |
| Denver Broncos     | 8        | 8        | 0        | 0,500    | 309      | 390      | −81      | 3–3      | 6–6      | 3N       |
| San Diego Chargers | 8        | 8        | 0        | 0,500    | 406      | 377      | 29       | 3–3      | 7–5      | 1S       |
| Oakland Raiders    | 8        | 8        | 0        | 0,500    | 359      | 433      | −74      | 3–3      | 6–6      | 1N       |
| Kansas City Chiefs | 7        | 9        | 0        | 0,438    | 212      | 338      | −126     | 3–3      | 4–8      | 1S       |

| NFC West            | NFC West | NFC West | NFC West | NFC West | NFC West | NFC West | NFC West | NFC West | NFC West | NFC West |
| Team                | S        | N        | U        | SQ       | P+       | P−       | Diff.    | DIV      | CONF     | Serie    |
| ------------------- | -------- | -------- | -------- | -------- | -------- | -------- | -------- | -------- | -------- | -------- |
| San Francisco 49ers | 13       | 3        | 0        | 0,813    | 380      | 229      | 151      | 5–1      | 10–2     | 3S       |
| Arizona Cardinals   | 8        | 8        | 0        | 0,500    | 312      | 348      | −36      | 4–2      | 7–5      | 1S       |
| Seattle Seahawks    | 7        | 9        | 0        | 0,438    | 321      | 315      | +6       | 3–3      | 6–6      | 2N       |
| St. Louis Rams      | 2        | 14       | 0        | 0,125    | 193      | 407      | −214     | 0–6      | 1–11     | 7N       |

#### Conferences
| AFC              | AFC                  | AFC              | AFC              | AFC              | AFC              | AFC              | AFC              |
| Rang             | Team                 | Division         | S                | N                | U                | SQ               | CONF             |
| Division leaders | Division leaders     | Division leaders | Division leaders | Division leaders | Division leaders | Division leaders | Division leaders |
| ---------------- | -------------------- | ---------------- | ---------------- | ---------------- | ---------------- | ---------------- | ---------------- |
| 1                | New England Patriots | East             | 13               | 3                | 0                | 0,813            | 10–2             |
| 2                | Baltimore Ravens     | North            | 12               | 4                | 0                | 0,750            | 9–3              |
| 3                | Houston Texans       | South            | 10               | 6                | 0                | 0,625            | 8–4              |
| 4                | Denver Broncos       | West             | 8                | 8                | 0                | 0,500            | 6–6              |
| Wild Cards       |                      |                  |                  |                  |                  |                  |                  |
| 5                | Pittsburgh Steelers  | North            | 12               | 4                | 0                | 0,750            | 9–3              |
| 6                | Cincinnati Bengals   | North            | 9                | 7                | 0                | 0,563            | 6–6              |
| Ausgeschieden    |                      |                  |                  |                  |                  |                  |                  |
| 7                | Tennessee Titans     | South            | 9                | 7                | 0                | 0,563            | 7–5              |
| 8                | New York Jets        | East             | 8                | 8                | 0                | 0,500            | 6–6              |
| 9                | San Diego Chargers   | West             | 8                | 8                | 0                | 0,500            | 7–5              |
| 10               | Oakland Raiders      | West             | 8                | 8                | 0                | 0,500            | 6–6              |
| 11               | Kansas City Chiefs   | West             | 7                | 9                | 0                | 0,438            | 4–8              |
| 12               | Miami Dolphins       | East             | 6                | 10               | 0                | 0,375            | 5–7              |
| 13               | Buffalo Bills        | East             | 6                | 10               | 0                | 0,375            | 4–8              |
| 14               | Jacksonville Jaguars | South            | 5                | 11               | 0                | 0,313            | 4–8              |
| 15               | Cleveland Browns     | North            | 4                | 12               | 0                | 0,250            | 3–9              |
| 16               | Indianapolis Colts   | South            | 2                | 14               | 0                | 0,125            | 2–10             |

| NFC              | NFC                  | NFC              | NFC              | NFC              | NFC              | NFC              | NFC              |
| Rang             | Team                 | Division         | S                | N                | U                | SQ               | CONF             |
| Division leaders | Division leaders     | Division leaders | Division leaders | Division leaders | Division leaders | Division leaders | Division leaders |
| ---------------- | -------------------- | ---------------- | ---------------- | ---------------- | ---------------- | ---------------- | ---------------- |
| 1                | Green Bay Packers    | North            | 15               | 1                | 0                | 0,938            | 12–0             |
| 2                | San Francisco 49ers  | West             | 13               | 3                | 0                | 0,813            | 10–2             |
| 3                | New Orleans Saints   | South            | 13               | 3                | 0                | 0,813            | 9–3              |
| 4                | New York Giants      | East             | 9                | 7                | 0                | 0,563            | 5–7              |
| Wild Cards       |                      |                  |                  |                  |                  |                  |                  |
| 5                | Atlanta Falcons      | South            | 10               | 6                | 0                | 0,625            | 7–5              |
| 6                | Detroit Lions        | North            | 10               | 6                | 0                | 0,625            | 6–6              |
| Ausgeschieden    |                      |                  |                  |                  |                  |                  |                  |
| 7                | Chicago Bears        | North            | 8                | 8                | 0                | 0,500            | 7–5              |
| 8                | Arizona Cardinals    | West             | 8                | 8                | 0                | 0,500            | 7–5              |
| 9                | Philadelphia Eagles  | East             | 8                | 8                | 0                | 0,500            | 6–6              |
| 10               | Dallas Cowboys       | East             | 8                | 8                | 0                | 0,500            | 6–6              |
| 11               | Seattle Seahawks     | West             | 7                | 9                | 0                | 0,438            | 6–6              |
| 12               | Carolina Panthers    | South            | 6                | 10               | 0                | 0,375            | 3–9              |
| 13               | Washington Redskins  | East             | 5                | 11               | 0                | 0,313            | 5–7              |
| 14               | Tampa Bay Buccaneers | South            | 4                | 12               | 0                | 0,250            | 3–9              |
| 15               | Minnesota Vikings    | North            | 3                | 13               | 0                | 0,188            | 3–9              |
| 16               | St. Louis Rams       | West             | 2                | 14               | 0                | 0,125            | 1–11             |

Legende:
| Siege              | Niederlagen           | Unentschieden      | SQ gewonnene Spiele (relativ)               | DIV Gewonnene / verlorene Spiele in der Division    |
| P+ gemachte Punkte | P− gegnerische Punkte | Playoff-Teilnehmer | Serie Gewonnene / verlorene Spiele in Folge | CONF Gewonnene / verlorene Spiele in der Conference |

Tie-Breaker 2011
- Baltimore gewann die AFC North vor Pittsburgh aufgrund ihrer zwei direkten Siege.
- Denver gewann die AFC West vor San Diego und Oakland aufgrund ihrer besseren Bilanz gegen gemeinsame Gegner (5–5 gegenüber 4–6 von San Diego und Oakland).
- Cincinnati sicherte sich den zweiten AFC Wild Card Platz vor Tennessee aufgrund ihres 24:17-Sieges im direkten Duell in Woche 9.
- San Diego beendete die Saison vor Oakland in der AFC West aufgrund ihrer besseren Conference-Bilanz (7–5 gegenüber 6–6 von Oakland).
- Miami beendete die Saison vor Buffalo in der AFC East aufgrund ihrer zwei direkten Siege.
- San Francisco sicherte sich den 2. Platz in der Play-off-Setzliste der NFC vor New Orleans aufgrund ihrer besseren Conference-Bilanz (10–2 gegenüber 9–3 von New Orleans).
- Atlanta sicherte sich den ersten NFC Wild Card Platz vor Detroit aufgrund ihres 23:16-Sieges im direkten Duell in Woche 7.
- Philadelphia beendete die Saison vor Dallas in der NFC East aufgrund ihrer zwei direkten Siege.

## Play-offs
Die Play-offs fanden vom 7. Januar 2012 bis zum 5. Februar 2012 statt.
|  | Wild Card Round               | Wild Card Round             | Wild Card Round             |                             |                 | Divisional Round              | Divisional Round               | Divisional Round               |                                |  | Conference Championships | Conference Championships | Conference Championships |  |  | Super Bowl | Super Bowl | Super Bowl |
|  |                               |                             |                             |                             |                 |                               |                                |                                |                                |  |                          |                          |                          |  |  |            |            |            |
|  | 8. Januar – Invesco Field     | 8. Januar – Invesco Field   | 8. Januar – Invesco Field   |                             |                 | 14. Januar – Gillette Stadium | 14. Januar – Gillette Stadium  | 14. Januar – Gillette Stadium  |                                |  |                          |                          |                          |  |  |            |            |            |
|  | 8. Januar – Invesco Field     | 8. Januar – Invesco Field   | 8. Januar – Invesco Field   | 1                           | New England     | 45                            |                                |                                |                                |  |                          |                          |                          |  |  |            |            |            |
|  | 4                             | Denver                      | 29*                         | 1                           | New England     | 45                            | 22. Januar – Gillette Stadium  | 22. Januar – Gillette Stadium  | 22. Januar – Gillette Stadium  |  |                          |                          |                          |  |  |            |            |            |
|  | 4                             | Denver                      | 29*                         | 4                           | Denver          | 10                            | 22. Januar – Gillette Stadium  | 22. Januar – Gillette Stadium  | 22. Januar – Gillette Stadium  |  |                          |                          |                          |  |  |            |            |            |
|  | 5                             | Pittsburgh                  | 23                          | 4                           | Denver          | 10                            | 22. Januar – Gillette Stadium  | 22. Januar – Gillette Stadium  | 22. Januar – Gillette Stadium  |  |                          |                          |                          |  |  |            |            |            |
|  | 5                             | Pittsburgh                  | 23                          | 15. Januar – M&T Bank Stdm. |                 |                               | 22. Januar – Gillette Stadium  | 22. Januar – Gillette Stadium  | 22. Januar – Gillette Stadium  |  |                          |                          |                          |  |  |            |            |            |
|  |                               |                             |                             | 1                           | New England     | 23                            |                                |                                |                                |  |                          |                          |                          |  |  |            |            |            |
|  | AFC                           |                             |                             | 1                           | New England     | 23                            |                                |                                |                                |  |                          |                          |                          |  |  |            |            |            |
|  |                               | 2                           | Baltimore                   | 20                          |                 |                               |                                |                                |                                |  |                          |                          |                          |  |  |            |            |            |
|  | 7. Januar – Reliant Stadium   | 2                           | Baltimore                   | 20                          |                 |                               |                                |                                |                                |  |                          |                          |                          |  |  |            |            |            |
|  | AFC Championship              |                             |                             |                             |                 |                               |                                |                                |                                |  |                          |                          |                          |  |  |            |            |            |
|  | 2                             | Baltimore                   | 20                          |                             |                 |                               |                                |                                |                                |  |                          |                          |                          |  |  |            |            |            |
|  | 2                             | Baltimore                   | 20                          | 3                           | Houston         | 31                            | 5. Februar – Lucas Oil Stadium | 5. Februar – Lucas Oil Stadium | 5. Februar – Lucas Oil Stadium |  |                          |                          |                          |  |  |            |            |            |
|  | 3                             | Houston                     | 13                          | 3                           | Houston         | 31                            | 5. Februar – Lucas Oil Stadium | 5. Februar – Lucas Oil Stadium | 5. Februar – Lucas Oil Stadium |  |                          |                          |                          |  |  |            |            |            |
|  | 3                             | Houston                     | 13                          | 6                           | Cincinnati      | 10                            | 5. Februar – Lucas Oil Stadium | 5. Februar – Lucas Oil Stadium | 5. Februar – Lucas Oil Stadium |  |                          |                          |                          |  |  |            |            |            |
|  | 14. Januar – Candlestick Park |                             |                             | 6                           | Cincinnati      | 10                            | 5. Februar – Lucas Oil Stadium | 5. Februar – Lucas Oil Stadium | 5. Februar – Lucas Oil Stadium |  |                          |                          |                          |  |  |            |            |            |
|  | 7. Januar – M.-B. Superdome   | 7. Januar – M.-B. Superdome | 7. Januar – M.-B. Superdome | A1                          | New England     | 17                            |                                |                                |                                |  |                          |                          |                          |  |  |            |            |            |
|  | 7. Januar – M.-B. Superdome   | 7. Januar – M.-B. Superdome | 7. Januar – M.-B. Superdome | A1                          | New England     | 17                            |                                |                                |                                |  |                          |                          |                          |  |  |            |            |            |
|  | 7. Januar – M.-B. Superdome   | 7. Januar – M.-B. Superdome | 7. Januar – M.-B. Superdome |                             | N4              | New York Giants               | 21                             |                                |                                |  |                          |                          |                          |  |  |            |            |            |
|  | 7. Januar – M.-B. Superdome   | 7. Januar – M.-B. Superdome | 7. Januar – M.-B. Superdome |                             | N4              | New York Giants               | 21                             |                                |                                |  |                          |                          |                          |  |  |            |            |            |
|  | 7. Januar – M.-B. Superdome   | 7. Januar – M.-B. Superdome | 7. Januar – M.-B. Superdome | Super Bowl XLVI             |                 |                               |                                |                                |                                |  |                          |                          |                          |  |  |            |            |            |
|  | 7. Januar – M.-B. Superdome   | 7. Januar – M.-B. Superdome | 7. Januar – M.-B. Superdome | 2                           | San Francisco   | 36                            |                                |                                |                                |  |                          |                          |                          |  |  |            |            |            |
|  | 3                             | New Orleans                 | 45                          | 2                           | San Francisco   | 36                            | 22. Januar – Candlestick Park  | 22. Januar – Candlestick Park  | 22. Januar – Candlestick Park  |  |                          |                          |                          |  |  |            |            |            |
|  | 3                             | New Orleans                 | 45                          | 3                           | New Orleans     | 32                            | 22. Januar – Candlestick Park  | 22. Januar – Candlestick Park  | 22. Januar – Candlestick Park  |  |                          |                          |                          |  |  |            |            |            |
|  | 6                             | Detroit                     | 28                          | 3                           | New Orleans     | 32                            | 22. Januar – Candlestick Park  | 22. Januar – Candlestick Park  | 22. Januar – Candlestick Park  |  |                          |                          |                          |  |  |            |            |            |
|  | 6                             | Detroit                     | 28                          | 15. Januar – Lambeau Field  |                 |                               | 22. Januar – Candlestick Park  | 22. Januar – Candlestick Park  | 22. Januar – Candlestick Park  |  |                          |                          |                          |  |  |            |            |            |
|  |                               |                             |                             | 2                           | San Francisco   | 17                            |                                |                                |                                |  |                          |                          |                          |  |  |            |            |            |
|  | NFC                           |                             |                             | 2                           | San Francisco   | 17                            |                                |                                |                                |  |                          |                          |                          |  |  |            |            |            |
|  |                               | 4                           | New York Giants             | 20*                         |                 |                               |                                |                                |                                |  |                          |                          |                          |  |  |            |            |            |
|  | 8. Januar – MetLife Stadium   | 4                           | New York Giants             | 20*                         |                 |                               |                                |                                |                                |  |                          |                          |                          |  |  |            |            |            |
|  | NFC Championship              |                             |                             |                             |                 |                               |                                |                                |                                |  |                          |                          |                          |  |  |            |            |            |
|  | 1                             | Green Bay                   | 20                          |                             |                 |                               |                                |                                |                                |  |                          |                          |                          |  |  |            |            |            |
|  | 1                             | Green Bay                   | 20                          | 4                           | New York Giants | 24                            |                                |                                |                                |  |                          |                          |                          |  |  |            |            |            |
|  | 4                             | New York Giants             | 37                          | 4                           | New York Giants | 24                            |                                |                                |                                |  |                          |                          |                          |  |  |            |            |            |
|  | 4                             | New York Giants             | 37                          | 5                           | Atlanta         | 02                            |                                |                                |                                |  |                          |                          |                          |  |  |            |            |            |
|  |                               |                             |                             | 5                           | Atlanta         | 02                            |                                |                                |                                |  |                          |                          |                          |  |  |            |            |            |

- Die Mannschaft mit der niedrigeren Setznummer hat Heimrecht und wird hier als erste genannt, im Gegensatz zur Praxis in den USA, wo die Gastmannschaft zuerst genannt wird.
- (*) nach Verlängerung

## Super Bowl XLVI
Siehe auch Hauptartikel: Super Bowl XLVI
Der Super Bowl XLVI, die 46. Ausgabe des Super Bowls, fand am 5. Februar 2012 im Lucas Oil Stadium in Indianapolis, Indiana statt. Die New York Giants besiegten die New England Patriots mit 21:17. Zum Super Bowl MVP wurde der Quarterback der Giants, Eli Manning, gewählt.

## Pro Bowl
Der Pro Bowl, das All-Star-Spiel der Liga, wurde am 29. Januar 2012, eine Woche vor dem Super Bowl XLVI, im Aloha Stadium auf Hawaii ausgetragen. Das Team der AFC (American Football Conference) gewann gegen das Team der NFC (National Football Conference) mit 59:41.

## Trivia

### Saisonbestleistungen
Folgende Saisonbestleistungen wurden 2011 erreicht:
| Statistikwert           | Spieler                                                    | Wert  |
| ----------------------- | ---------------------------------------------------------- | ----- |
| Geworfene Yards         | Drew Brees (NOR)                                           | 5.476 |
| Geworfene Touchdowns    | Drew Brees (NOR)                                           | 46    |
| Erlaufene Yards         | Maurice Jones-Drew (JAX)                                   | 1.606 |
| Erlaufene Touchdowns    | LeSean McCoy (PHI)                                         | 15    |
| Fänge (receptions)      | Wes Welker (DET)                                           | 122   |
| Gefangene Yards         | Calvin Johnson (DET)                                       | 1.681 |
| Gefangene Touchdowns    | Rob Gronkowski (NE)                                        | 17    |
| Tackles                 | London Fletcher (WAS)                                      | 166   |
| Sacks                   | Jared Allen (MIN)                                          | 22,0  |
| Interceptions           | Kyle Arrington (NE) Eric Weddle (SD) Charles Woodson (GNB) | 7     |
| erzwungene Fumbles      | Terrell Suggs (CHI)                                        | 7     |
| gepuntete Yards         | Britton Colquitt (DEN)                                     | 4.783 |
| verwandelte Field Goals | David Akers (SFO)                                          | 44    |
| erzielte Punkte         | David Akers (SFO)                                          | 166   |

### Auszeichnungen
Am 4. Februar, dem Abend vor dem Super Bowl XLVI, wurden die besten Spieler der abgelaufenen Saison 2011 geehrt. Die Preisverleihung wurde in dem Jahr zum ersten Mal unter dem Namen NFL Honors ausgetragen und fand im Murat Theatre in Indianapolis, Indiana statt.
| Award                             | Gewinner         | Position    | Team                |
| --------------------------------- | ---------------- | ----------- | ------------------- |
| AP Most Valuable Player           | Aaron Rodgers    | Quarterback | Green Bay Packers   |
| AP Coach of the Year              | Jim Harbaugh     | Head Coach  | San Francisco 49ers |
| AP Offensive Player of the Year   | Drew Brees       | Quarterback | New Orleans Saints  |
| AP Defensive Player of the Year   | Terrell Suggs    | Linebacker  | Baltimore Ravens    |
| AP Offensive Rookie of the Year   | Cam Newton       | Quarterback | Carolina Panthers   |
| AP Defensive Rookie of the Year   | Von Miller       | Linebacker  | Denver Broncos      |
| AP Comeback Player of the Year    | Matthew Stafford | Quarterback | Detroit Lions       |
| Walter Payton NFL Man of the Year | Matt Birk        | Center      | Baltimore Ravens    |